# Juli Sánchez
Juli Sánchez (* 20. Juni 1978) ist ein andorranischer Fußballspieler, der seit 2019 beim Inter Club d’Escaldes spielt. Weitere frühere Stationen waren spanische unterklassige Vereine wie FC Andorra, CF Balaguer und CF Binéfar. Für die Nationalmannschaft Andorras gab er im Jahr 1996 sein Debüt und bestritt bisher 73 Länderspiele.